# Kanton Noyon
Kanton Noyon (fr. Canton de Noyon) je francouzský kanton v departementu Oise v regionu Hauts-de-France. Skládá se ze 42 obcí. Před reformou kantonů 2014 ho tvořilo 23 obcí.

## Obce kantonu
od roku 2015:
| - Appilly - Babœuf - Beaugies-sous-Bois - Beaurains-lès-Noyon - Béhéricourt - Berlancourt - Brétigny - Bussy - Caisnes - Campagne - Carlepont - Catigny - Crisolles - Cuts - Flavy-le-Meldeux - Fréniches - Frétoy-le-Château - Genvry - Golancourt - Grandrû - Guiscard | - Larbroye - Libermont - Maucourt - Mondescourt - Morlincourt - Muirancourt - Noyon - Passel - Le Plessis-Patte-d'Oie - Pont-l'Évêque - Pontoise-lès-Noyon - Porquéricourt - Quesmy - Salency - Sempigny - Sermaize - Suzoy - Varesnes - Vauchelles - Ville - Villeselve |

před rokem 2015:
- Appilly
- Babœuf
- Beaurains-lès-Noyon
- Béhéricourt
- Brétigny
- Caisnes
- Cuts
- Genvry
- Grandrû
- Larbroye
- Mondescourt
- Morlincourt
- Noyon
- Passel
- Pont-l'Évêque
- Pontoise-lès-Noyon
- Porquéricourt
- Salency
- Sempigny
- Suzoy
- Varesnes
- Vauchelles
- Ville